# The Pimps of Joytime
The Pimps of Joytime sind eine Funk-Band aus Brooklyn und New Orleans. Die Band verarbeitet Einflüsse von Soul, Funk, Punk, Afrobeat und Rap in ihrer Musik.
"When all those lines and genres get blurred, anything can be soul: rock 'n' roll, punk. It's all soul to me, if it's soulful." sagte der Bandleader Brian J im Interview mit NPR Music zum Stil der Band.
Die Mitglieder der Pimps of Joytime kommen aus New Orleans und Brooklyn und gründeten die Band 2005 in New York City. Auf dem Track H2O des Debütalbums High Steppin wirkte Cyril Neville von den Neville Brothers mit. Die israelische Bassistin Hagar Ben-Ari war von 2007 bis 2011 Bassistin der Band.

## Diskografie
- 2007: High Steppin
- 2008: Funk Fixes and Remixes
- 2011: Janxta Funk!
- 2014: Booty Text (Single)
- 2015: Jukestone Paradise